# Низино (Ломоносовский район)
Ни́зино (фин. Teppola) — деревня в Ломоносовском районе Ленинградской области. Административный центр муниципального образования Низинское сельское поселение
.

## История
На карте Ингерманландии А. И. Бергенгейма, составленной по шведским материалам 1676 года, упоминается как деревня Pappinkondo.
На карте Санкт-Петербургской губернии Я. Ф. Шмидта 1770 года обозначена как деревня Бабейгон.
Деревня Бабий Гон из 22 дворов упоминается на «Топографической карте окрестностей Санкт-Петербурга» Ф. Ф. Шуберта 1831 года.
При Николае I в 30-е — 50-е годы XIX века произошла застройка и благоустройство территории Бабигонских высот и долины Петергофского канала.

БАБИЙ ГОН — деревня принадлежит ведомству Петергофского дворцового правления, число жителей по ревизии: 47 м. п., 50 ж. п. (1838 год)

В пояснительном тексте к этнографической карте Санкт-Петербургской губернии П. И. Кёппена 1849 года упомянуты деревни:
- Kylänpää (Бабий Гонт), количество жителей на 1848 год: эвремейсов — 35 м. п., 51 ж. п., ижоры — 5 м. п., 8 ж. п., всего 99 человек.
- Teppola (Тепполова), количество жителей на 1848 год: эвремейсов — 126 м. п., 138 ж. п., савакотов — 1 ж. п., всего 265 человек.

Ижоры относились к православному Петергофскому приходу, ингерманландцы — к лютеранскому приходу Тюрё
В 1854 году в Низино была освящена построенная по проекту А. И. Штакеншнейдера православная церковь во имя святой благоверной царицы Александры, которая стала одним из наиболее любимых мест молитвы императорской фамилии.

НИЗИНО — деревня Петергофского дворцового правления, по просёлочной дороге, число дворов — 44, число душ — 121 м. п. (1856 год)

В 1860 году деревня Низино насчитывала 44 крестьянских двора.

НИЗИНО — деревня удельная при пруде и колодцах, по правую сторону шоссе между Знаменскою мызою и Ропшею, в 6½ верстах от Петергофа, число дворов — 34, число жителей: 147 м. п., 160 ж. п. (1862 год)

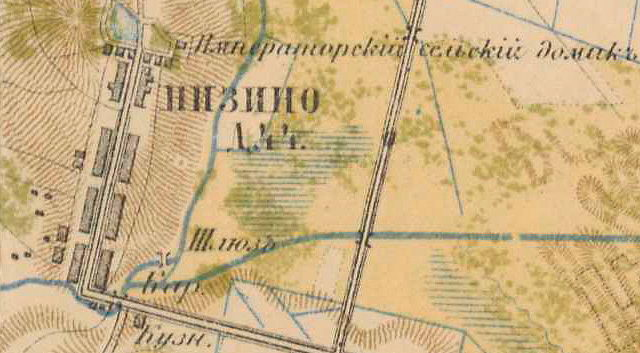
План деревни Низино. 1885 год

В 1885 году, согласно карте окрестностей Петербурга, деревня снова насчитывала 44 двора. Сборник же Центрального статистического комитета описывал её так:

НИЗИНА (ТЕПЕЛОВА, ТЕППАЛОВА) — деревня бывшая удельная, дворов — 66, жителей — 370; 2 лавки. (1885 год)

В 1898 году открылась школа в деревне Бабий Гон. Учителем в ней работал А. Купри.
В конце XIX века деревня административно относилась к Ропшинской волости 1-го стана Петергофского уезда Санкт-Петербургской губернии, в начале XX века — 2-го стана. По приходским данным население деревни было исключительно финским.
В 1908 году открылась школа в деревне Теппола (Низино). Учителем в ней работала «госпожа М. Купри».
К 1913 году количество дворов увеличилось до 70.
Любила посещать церковь на Бабигонах и последняя российская императрица Александра Федоровна, супруга императора Николая II.
С 1917 по 1922 год деревня входила в состав Низинского сельсовета Бабигонской волости Петергофского уезда.
С 1922 года в составе Симагонского сельсовета.
С 1923 года в составе Гатчинского уезда.
С 1924 года в составе Бабигонского сельсовета.
Согласно данным переписи населения СССР 1926 года в деревне Низино Бабигонского сельсовета Ораниенбаумской волости Троцкого уезда проживал 421 человек — все финны, за исключением двух русских.
С 1927 года в составе Ораниенбаумского района.
В 1928 году население деревни Низино также составляло 421 человек.

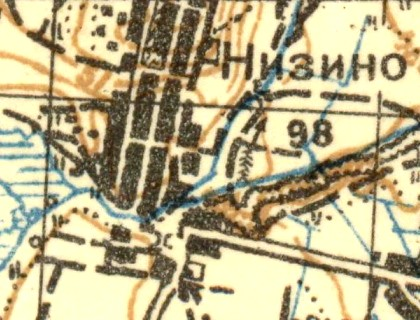
План деревни Низино. 1931 год

Согласно топографической карте 1931 года деревня насчитывала 98 дворов.
По данным 1933 года в состав Бабигонского финского национального сельсовета Ораниенбаумского района входили 19 населённых пунктов: деревни Мишино, Ольгино, Костино, Кузнецы, Левдузи, Низино, Нотколово, Сашино I, Сашино II, Симагоны Большие, Симагоны Малые, Темяшкино, Троицкая, Санино, Владимирово, Знаменская Колония, Князево, Лукшино, Мариино, общей численностью населения 1511 человек. Административным центром сельсовета являлась деревня Сашино II.
По данным 1936 года в состав Бабигонского национального сельсовета входили 16 населённых пунктов, 641 хозяйство и 12 колхозов. Центром сельсовета была деревня Сашино.
С 1 августа 1941 года по 31 декабря 1943 года деревня находилась в оккупации. В период Великой Отечественной войны Низино оказалось на линии огня в самом центре военных действий.
После войны в здании церкви длительное время была совхозная мастерская. Одновременно подвальное помещение использовалось в качестве овощного хранилища. Около 10 лет здание оставалось бесхозным.
С 1963 года в составе Гатчинского района.
С 1965 года вновь в составе Ломоносовского района. В 1965 году население деревни Низино составляло 1135 человек.
По административным данным 1966 года деревня Низино входила в состав Бабигонского сельсовета.
По данным 1973 года деревня Низино являлась административным центром Бабигонского сельсовета, в ней располагалась центральная усадьба совхоза «Петродворцовый».
По данным 1990 года в деревне Низино проживали 2542 человека. Деревня являлась административным центром Бабигонского сельсовета в который входили 9 населённых пунктов: деревни Владимировка, Князево, Марьино, Низино, Ольгино, Санино, Сашино, Узигонты; посёлок Жилгородок, общей численностью населения 3227 человек.
В 1997 году в деревне проживали 2695 человек, в 2002 году — 2824 человека (русские — 92 %), в 2007 году — 2701.

## География
Низино расположено в северо-восточной части района на автодороге А118 (Кольцевая автомобильная дорога вокруг Санкт-Петербурга). Через деревню проходят автодороги 41К-247 (Новый Петергоф — Сашино) и 41К-623 (Марьино — Сашино). Расстояние до районного центра — 23 км.
Расстояние до ближайшей железнодорожной станции Новый Петергоф — 8 км.
Деревня находится близ южного побережья Финского залива, к югу от города Петергоф. Через деревню протекает Петергофский канал.

## Демография
| 1862 | 1997  | 2002  | 2007  | 2010  | 2017  |
| ---- | ----- | ----- | ----- | ----- | ----- |
| 307  | ↗2695 | ↗2824 | ↘2701 | ↘2454 | ↗2475 |

## Инфраструктура

### Социальная инфраструктура
- Низинская средняя общеобразовательная школа
- Детский сад № 7
- Петродворцовая амбулатория (в здании детского сада)
- Отделение почтовой связи № 188501
- Муниципальное учреждение культуры клубного типа «Дом культуры деревни Низино»

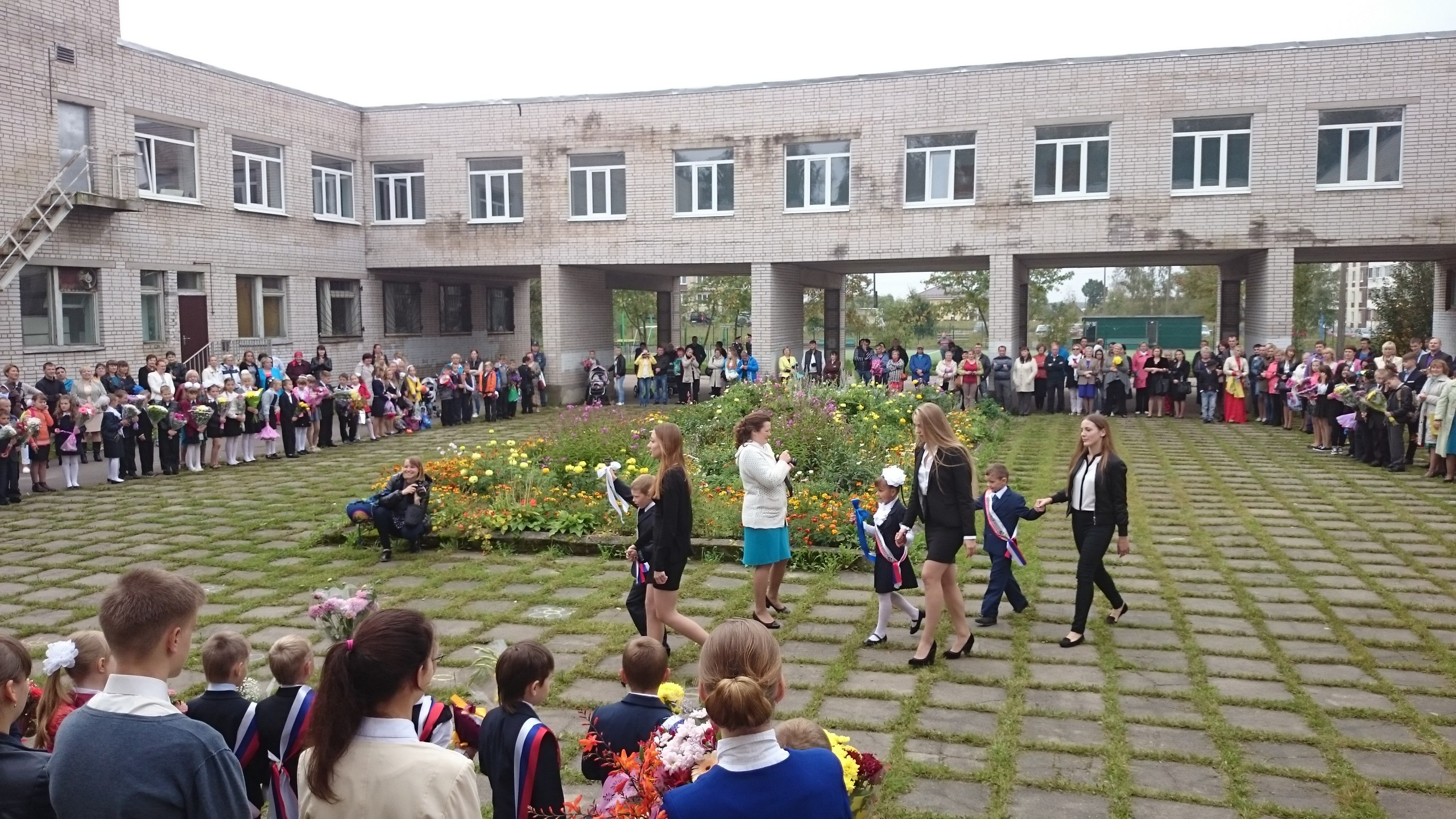
Низинская школа. 1 сентября 2016 года
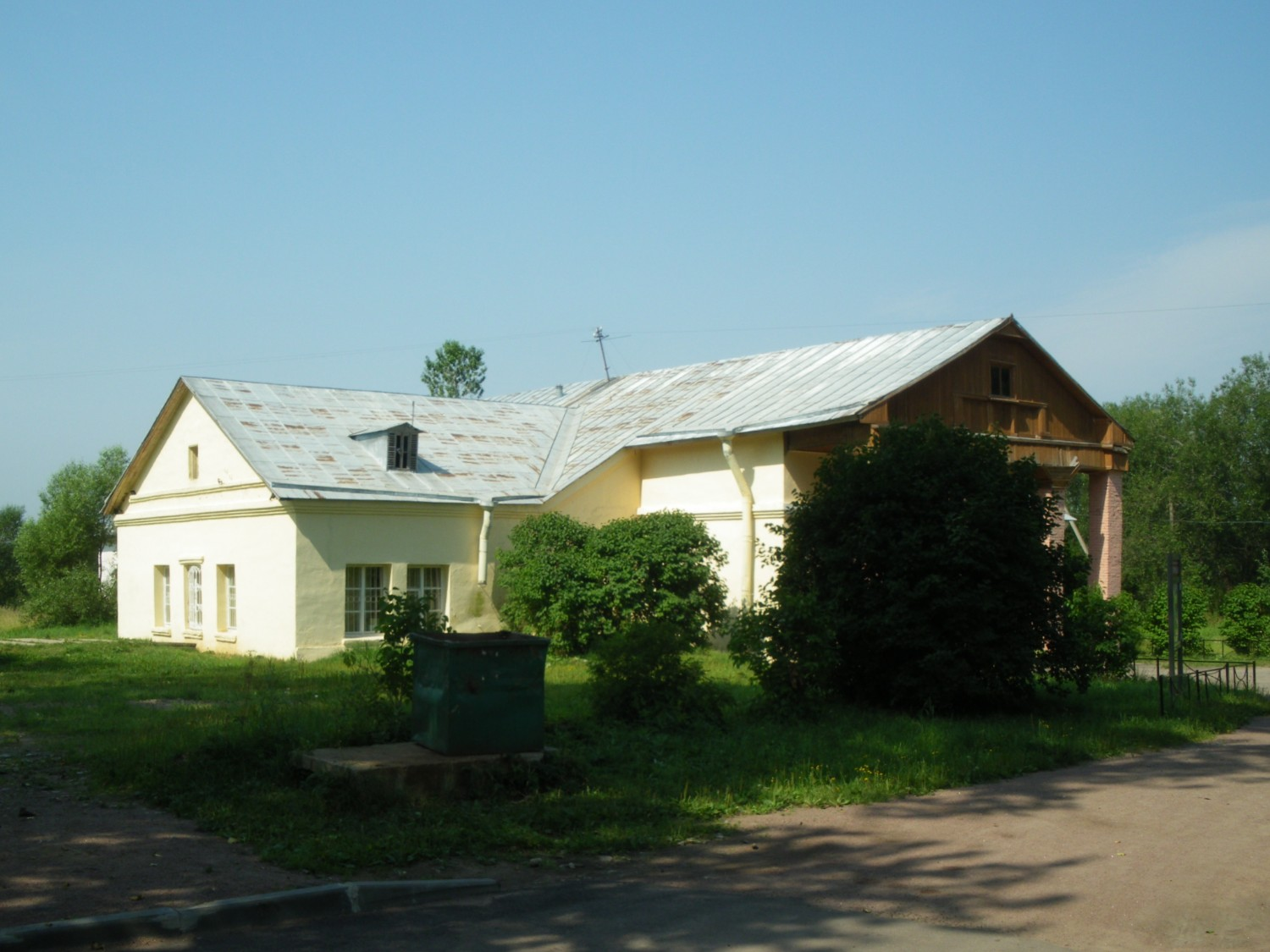
Дом культуры. До реконструкции (2010)
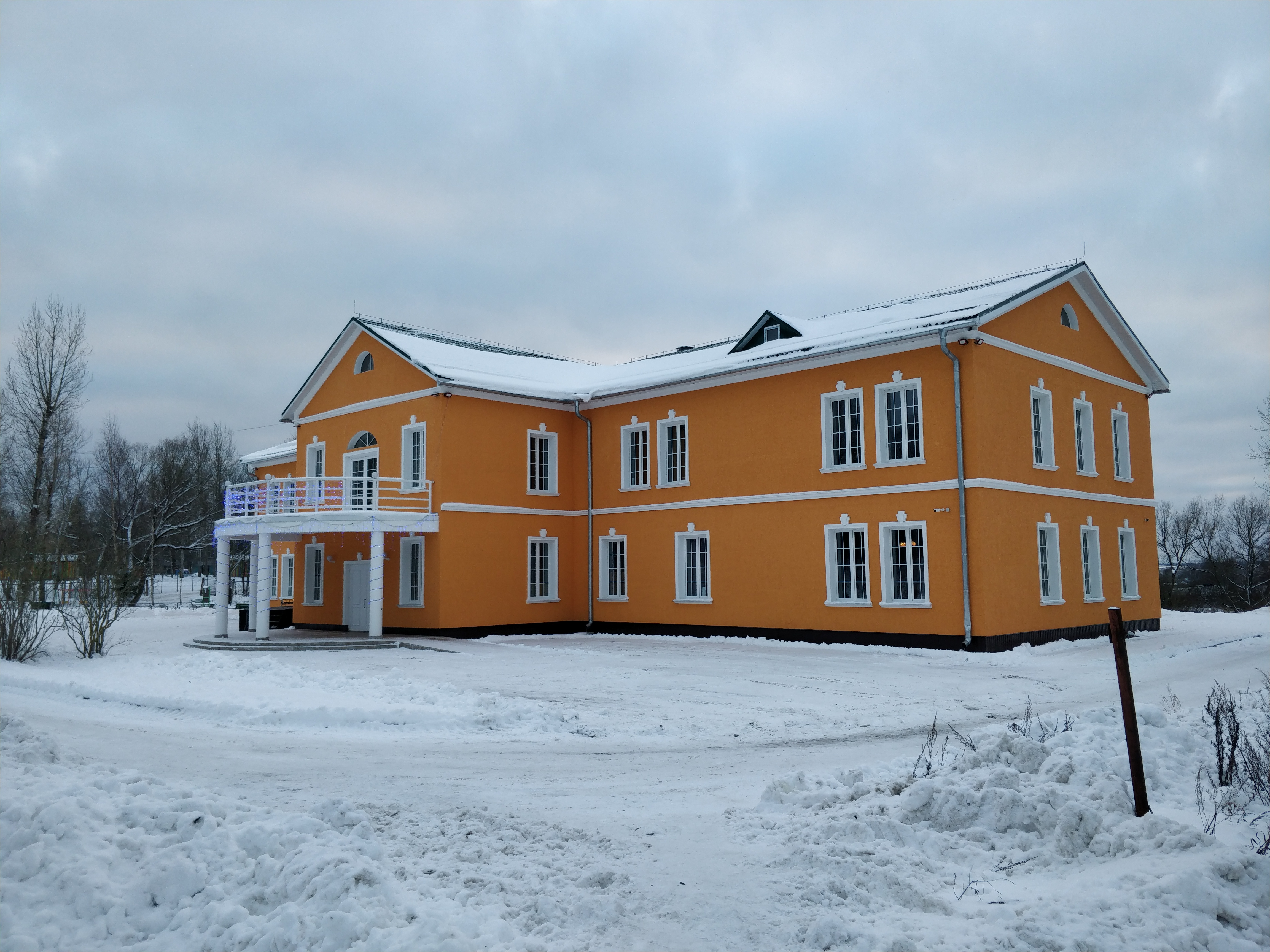
Дом культуры. После реконструкции (2018)

### Коммерческая инфраструктура
- Парикмахерская
- Магазины розничной торговли
- Автосервисы (СТО)
- Универсамы «Магнит»
- Аптека «Невис»
- Строительный магазин «У Ерёмы»

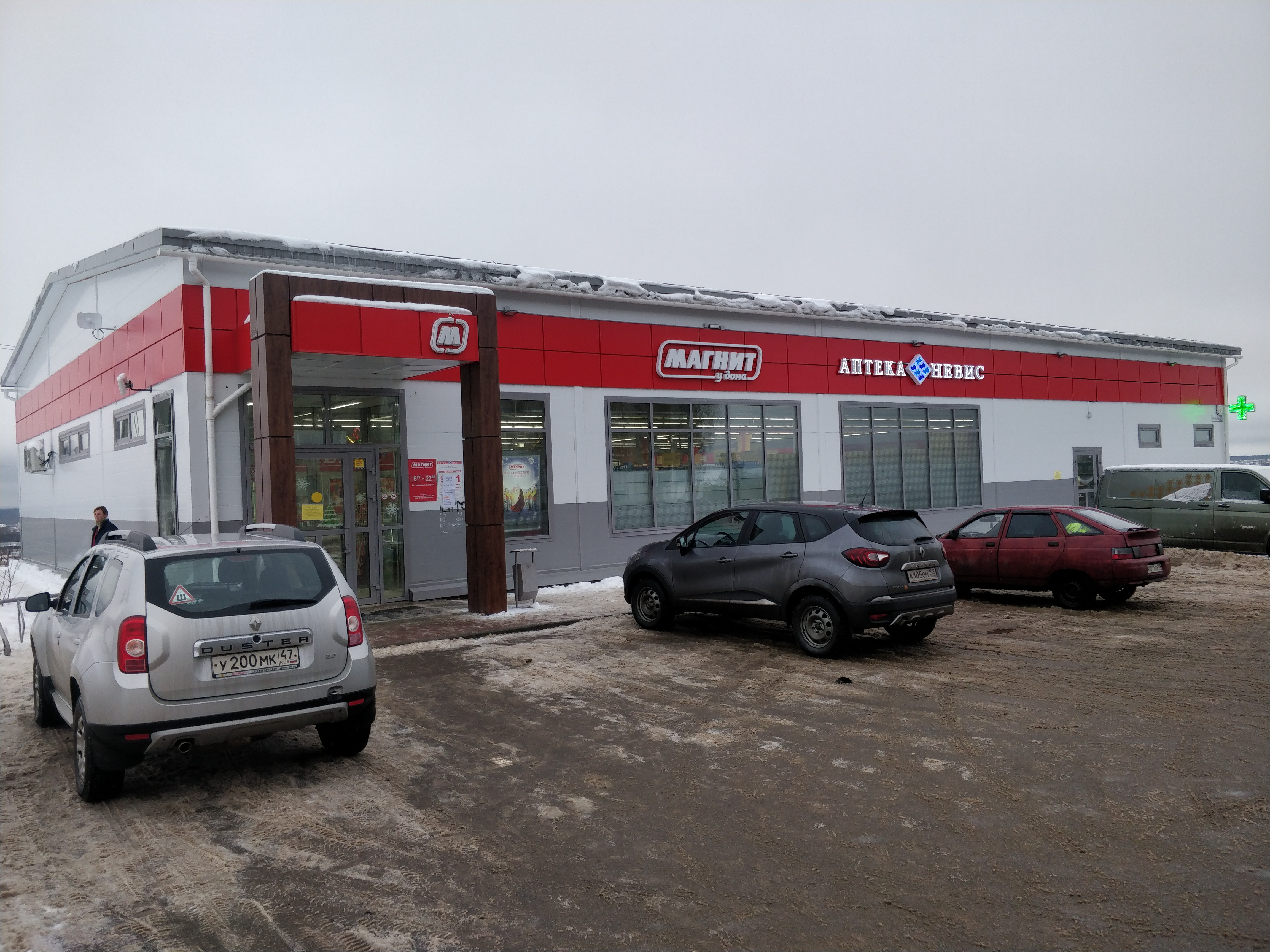
Универсам «Магнит у дома» и аптека «Невис»

- ПАО «Сбербанк России», доп. офис № 9055/0868

### Жилая инфраструктура
Существенная часть застройки в деревне Низино представлена панельными пятиэтажными домами (121 серия) Гатчинского ДСК, построенными в 1970—1990-х годах, а также трёх- и четырёхэтажными кирпичными домами 1960-х годов.
Ведётся новое строительство. На 2018 год построен один дом по программе переселения из ветхого и аварийного жилья и один панельный дом под расселение сотрудников Росгвардии.
Так же девелоперами осуществлено строительство двух ЖК: ЖК «Мандарин» и ЖК «Бельгийский квартал». Все здания, входящие в эти жилые комплексы, железобетонные, монолитные.
ЖК «Мандарин» представлен четырьмя 5-этажными домами, ЖК «Бельгийский квартал» — тремя 3-этажными.

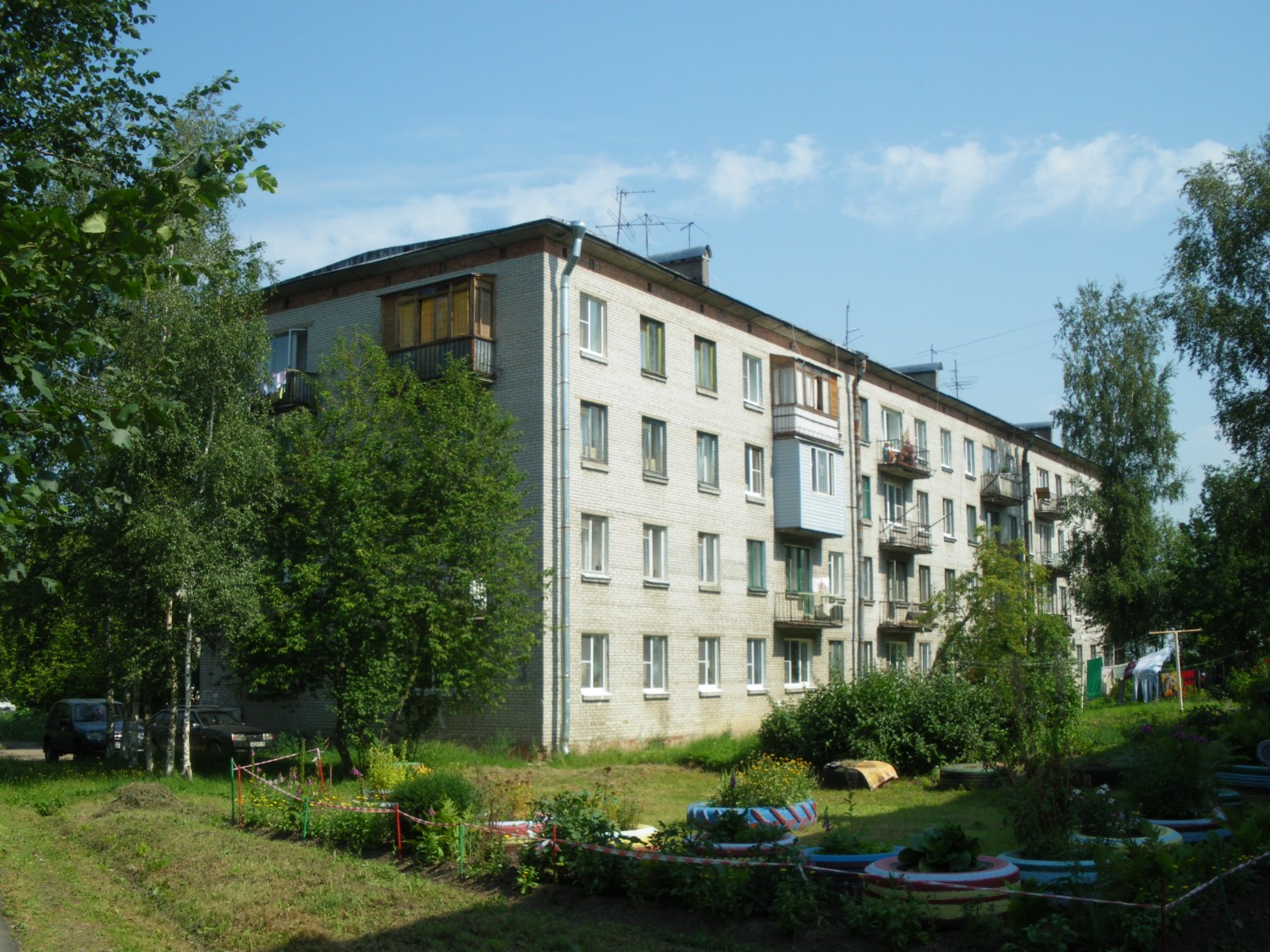
Ул. Центральная, дом № 3
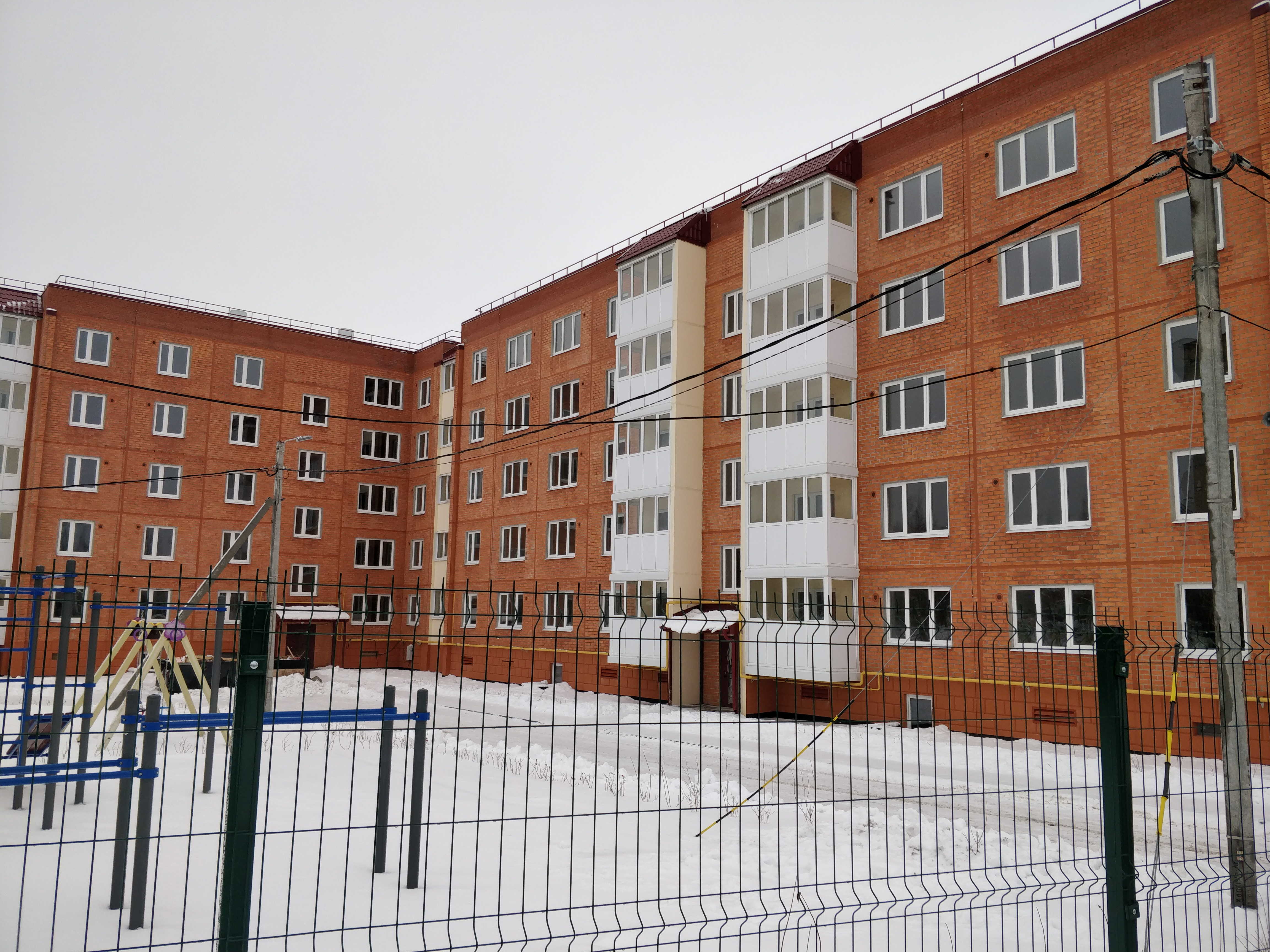
Ул. Центральная, дом № 7а
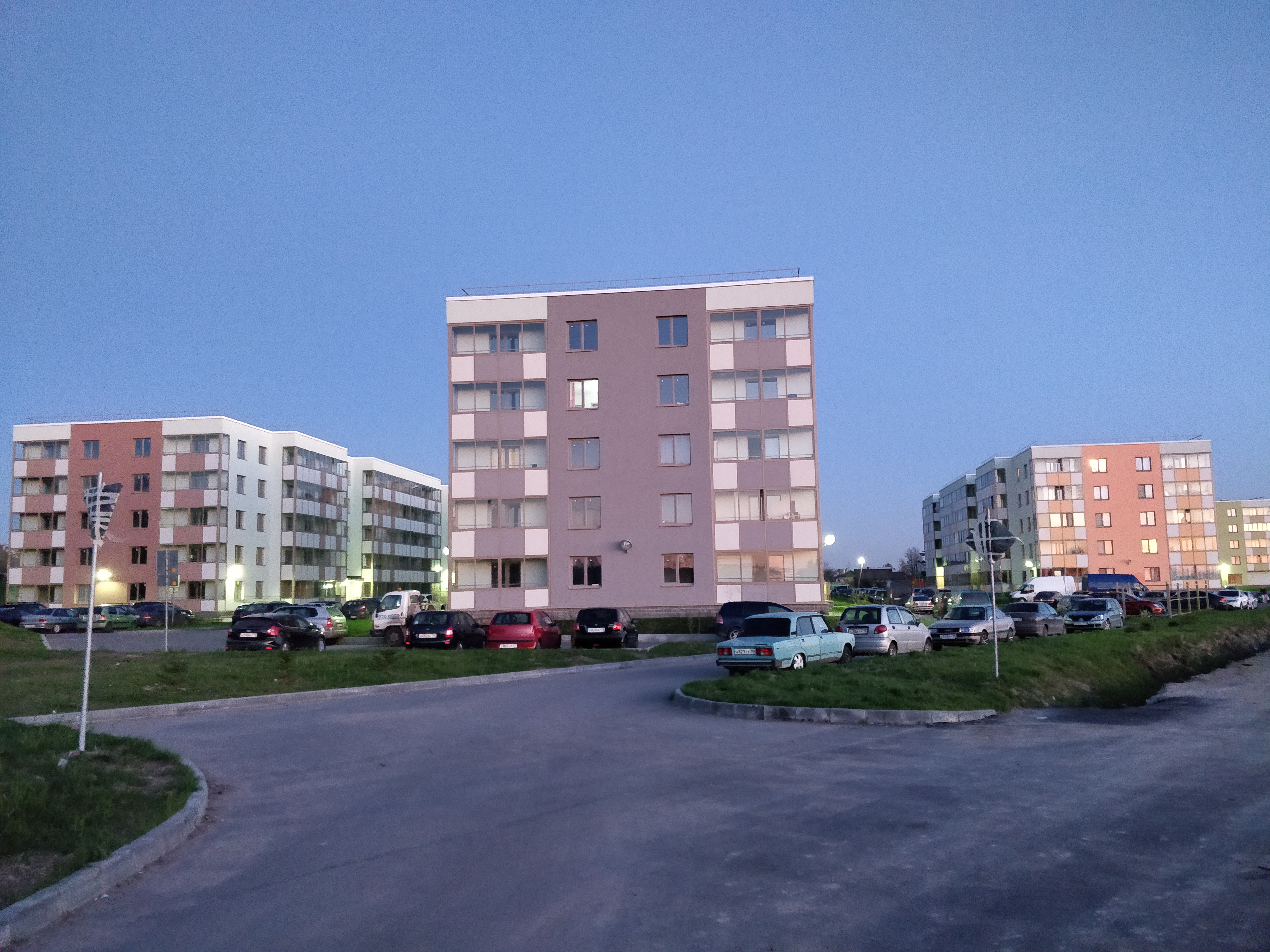
ЖК «Мандарин», ул.Верхняя

## Достопримечательности

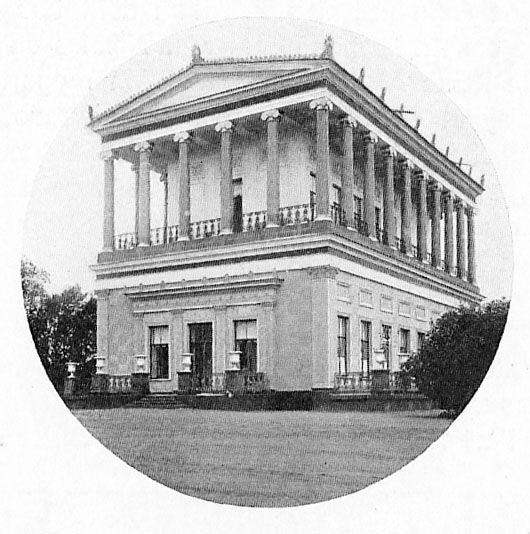
Бельведер. 1900-е гг.

- Водоподводящая система фонтанов Петергофа (Старопетергофский канал) — памятник архитектуры и гидротехники XVIII века
- Церковь святой благоверной мученицы царицы Александры, построенная в 1854 году по приказу Николая I. Архитектор А. И. Штакеншнейдер
- Памятный знак добровольцам-судостроителям 264-го ОПАБ (Отдельного пулемётно-артиллерийского батальона)
- Музей боевой славы 264-го Отдельного пулемётно-артиллерийского батальона (в здании школы)
- Шинкарский пруд

В Петергофе, Санкт-Петербург, рядом с деревней Низино расположены:
- Луговой парк
- Холм Бабигон (Бабигонский холм), высота: 80 м
- Дворцовый павильон «Бельведер», построенный в 1853—1856 годах по проекту архитектора А. И. Штакеншнейдера

## Предприятия и организации
- ООО «Глория» (фармацевтическая компания, дочернее предприятие ЗАО «Северная звезда»)
- «КПД групп» (производство металло-пластиковых окон)
- ООО «Сант» (производство тары из лёгких металлов)
- ООО «ЛДМ-сталь» (поставщик комплектующих для производства пластиковых окон)
- ООО «Старта» (торговля высокоуглеродистой нержавеющей и оцинкованной сталью, изготовление изделий из неё)
- КСК «Эва» (конно-спортивный клуб)

## Транспорт
Железнодорожное сообщение отсутствует. Деревня Низино обслуживается следующими автобусными маршрутами:
| №    | Конечная остановка 1   | Конечная остановка 2     | Перевозчик        | Примечания |
| ---- | ---------------------- | ------------------------ | ----------------- | --- |
| 360  | Станция Новый Петергоф | Университетский проспект | ООО «Вест-Сервис» | Социальный автобусный маршрут города Санкт-Петербурга. Оплата наличными не принимается, возможна активация отложенного пополнения карты «Подорожник» |
| 639Б | Низино, жилгородок     | Проспект Ветеранов       | ООО «Такси»       | |
| 653  | Лаголово               | Ломоносов, вокзал        | ООО «Вест-Сервис» | |

## Фото

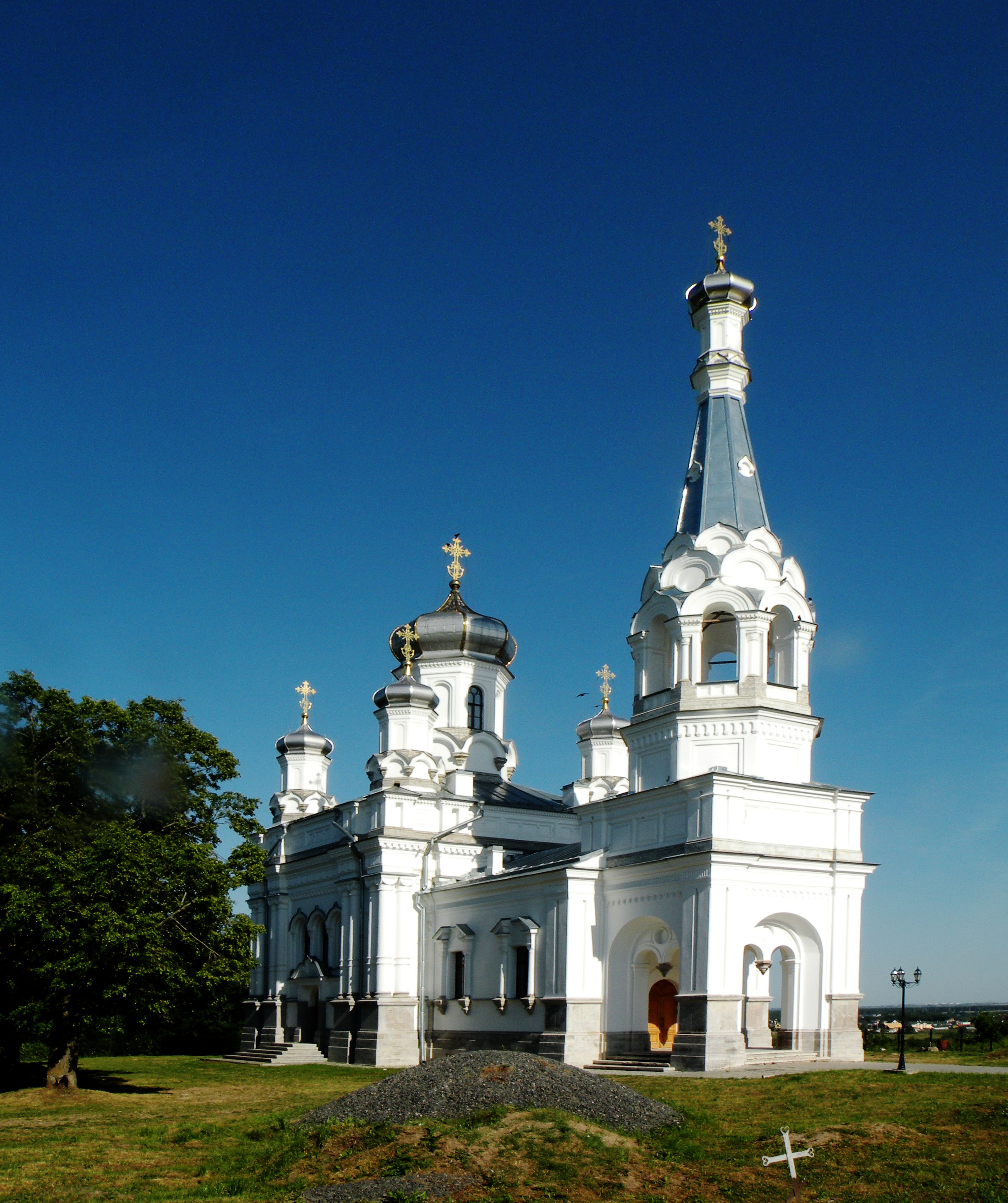
Церковь святой благоверной мученицы царицы Александры
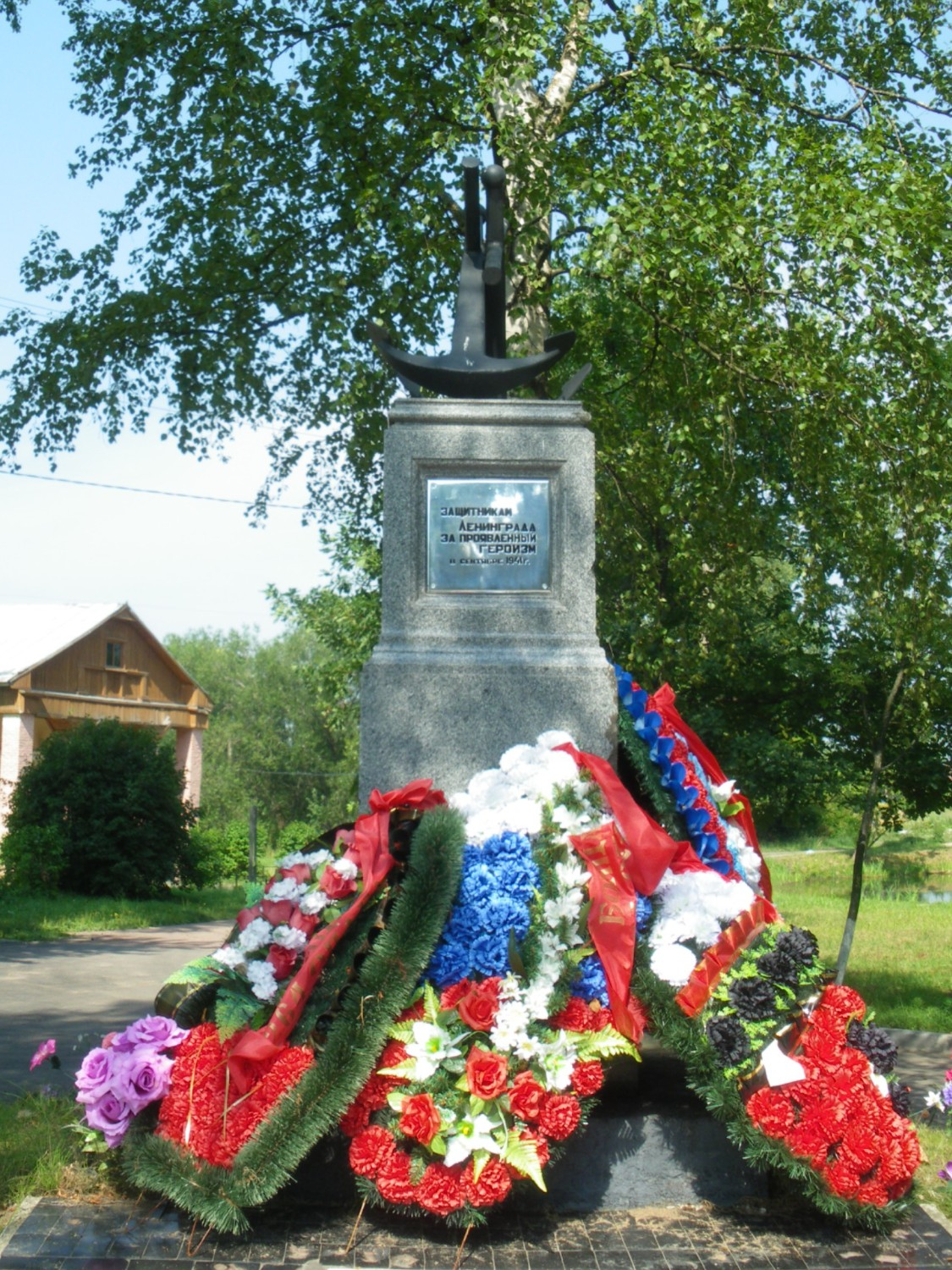
Памятный знак добровольцам-судостроителям
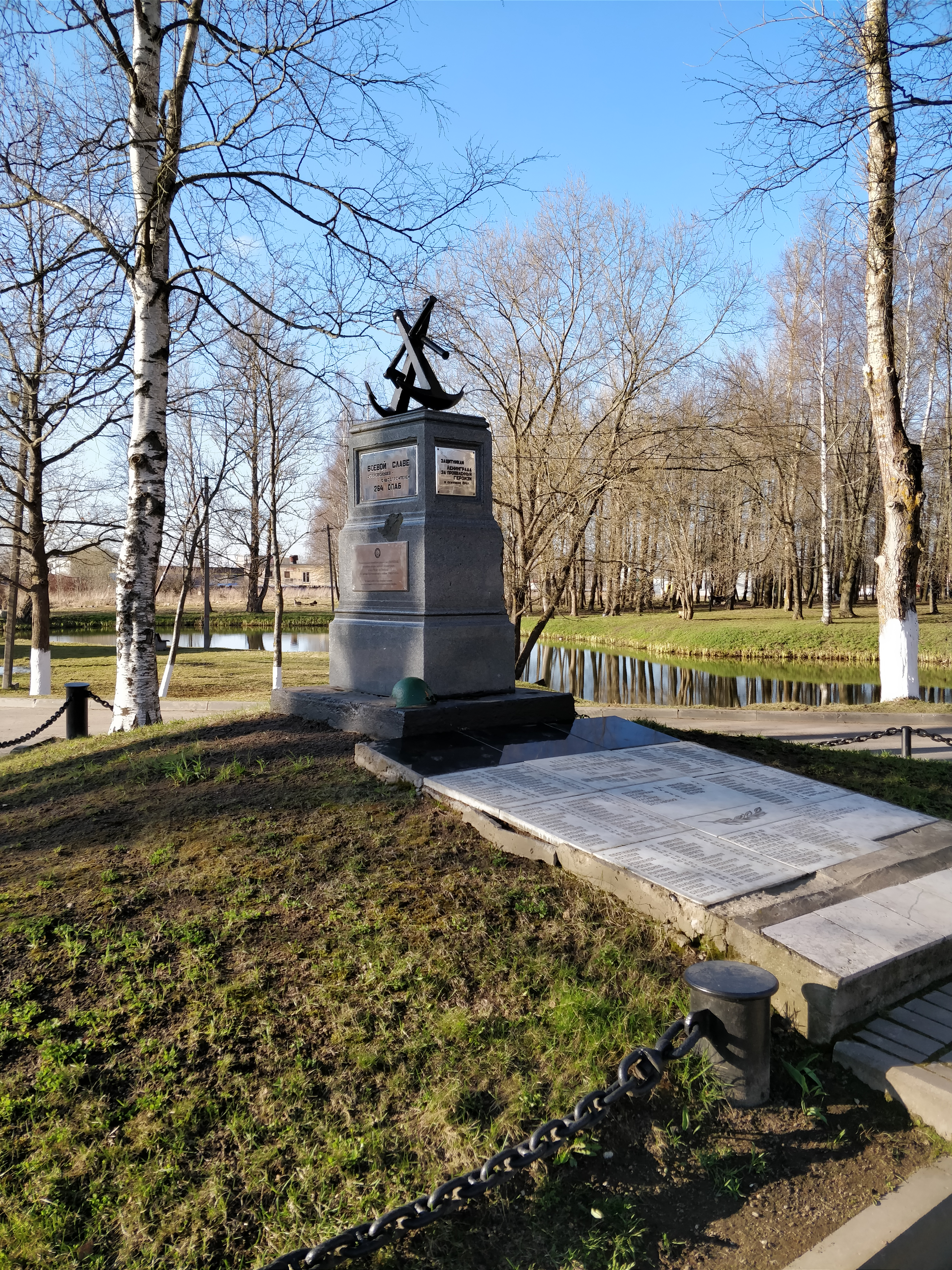
Памятный знак добровольцам-судостроителям
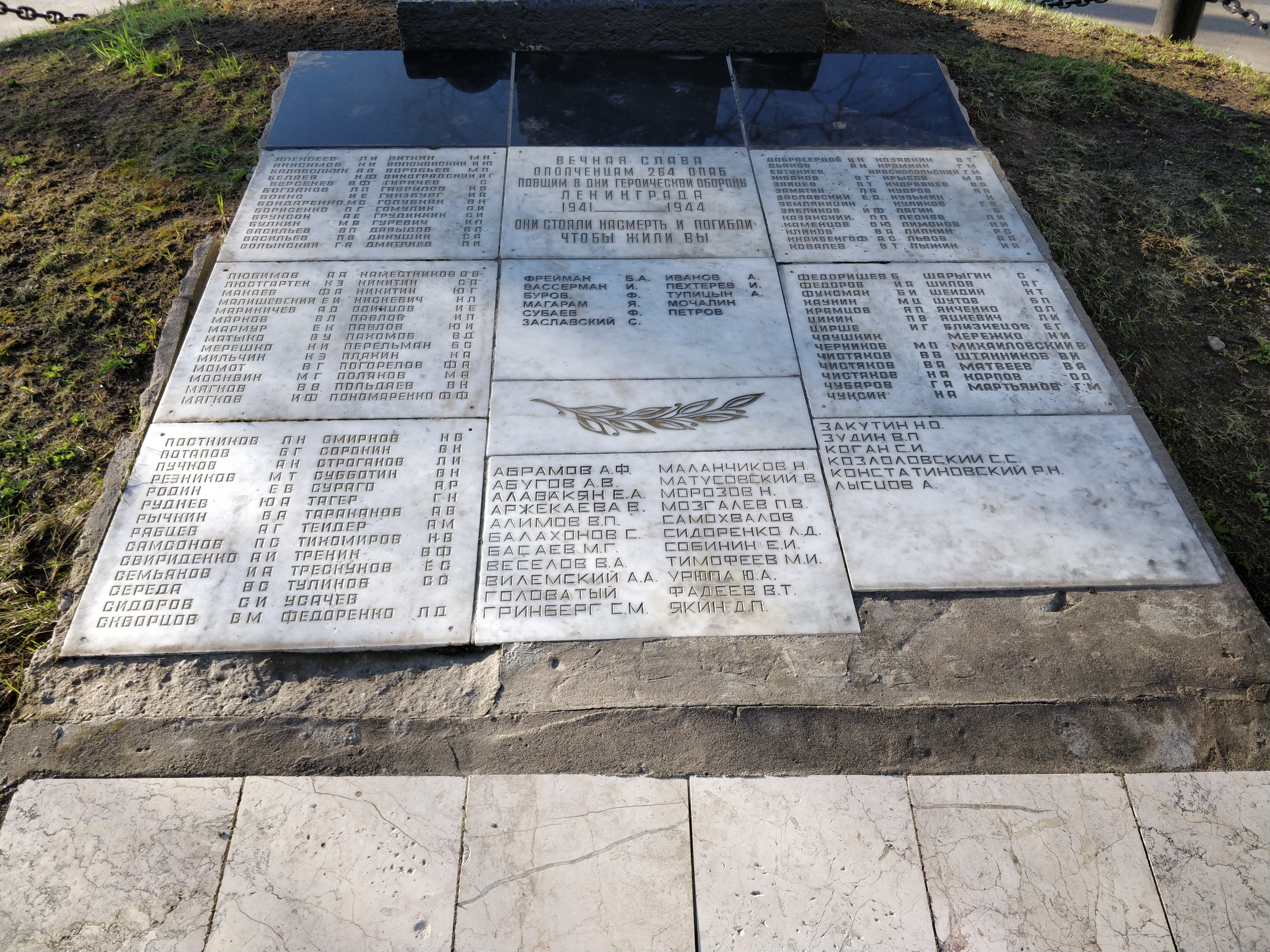
Фамилии добровольцев у памятного знака
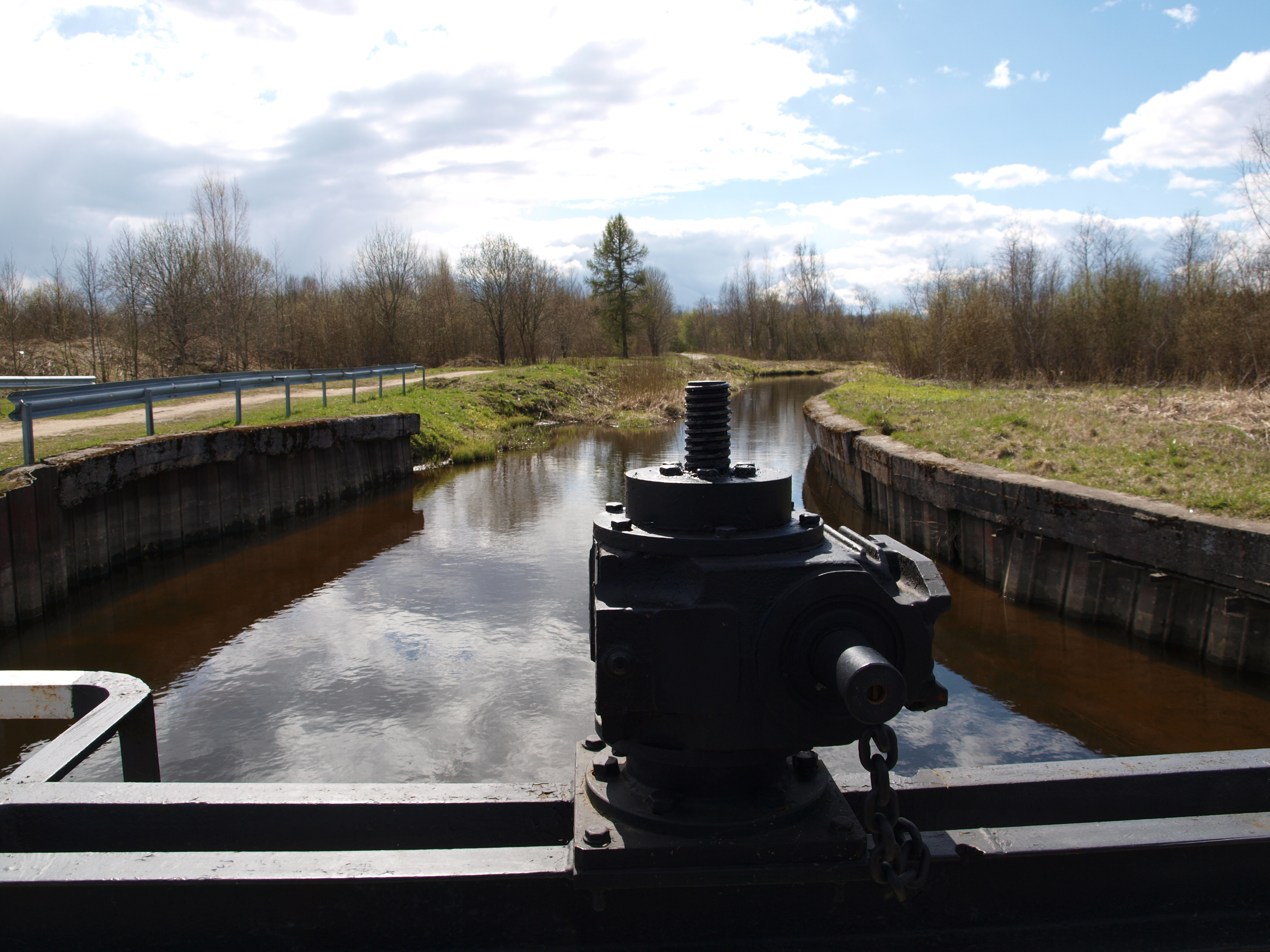
Старопетергофский канал
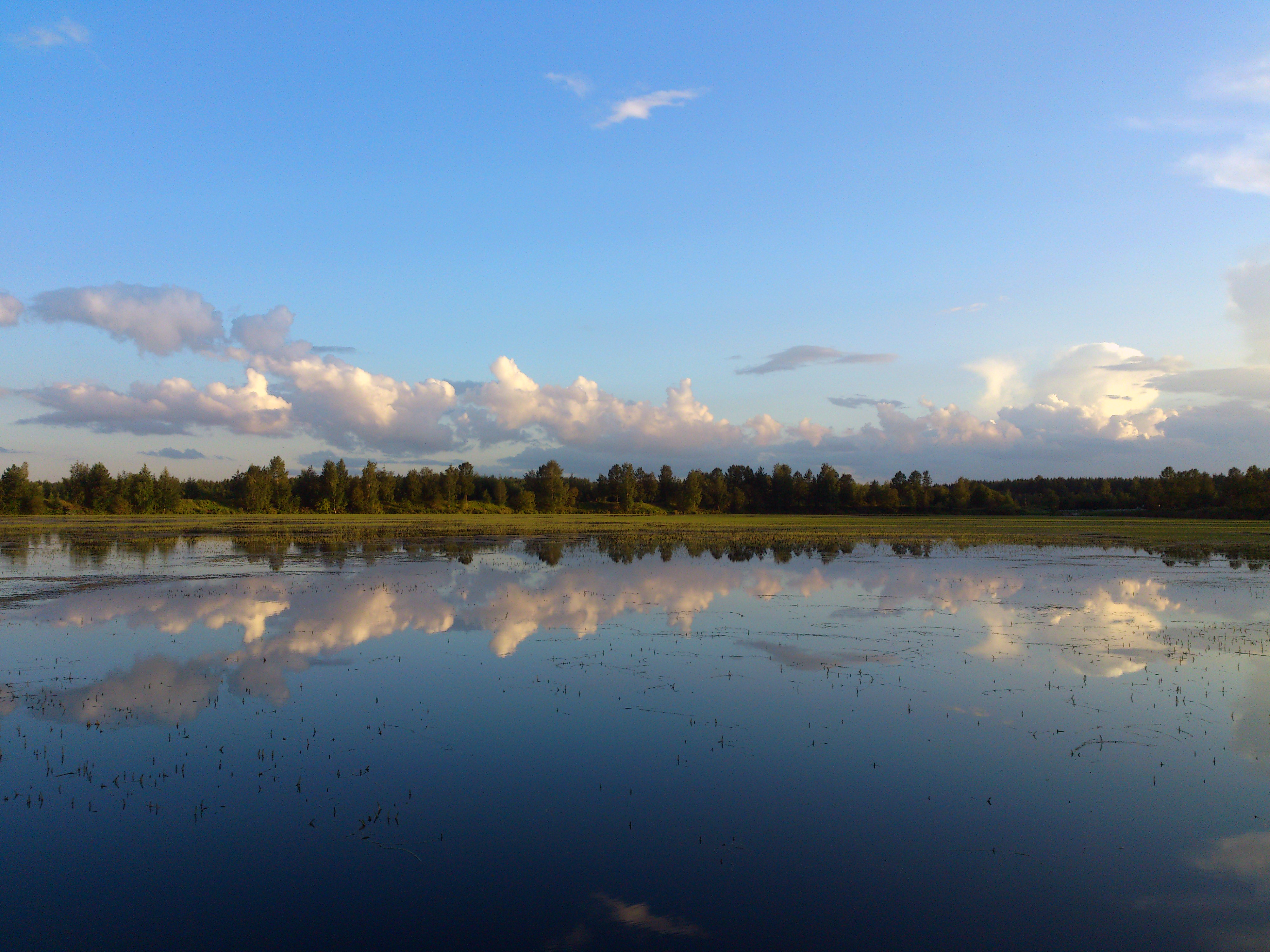
Шинкарский пруд

## Улицы
1-й Конный проезд, 1-й Петергофский проезд, 2-й Конный проезд, 3-й Конный проезд, 4-й Конный проезд, 5-й Конный проезд, 6-й Конный проезд, Апрельская, Береговая, Брусничная, Бестужевская, Вересковая, Верхняя, Весёлая, Воронцовская, Голицынская, Демидовская, Добрая, Достоевская, Заветная, Колокольная, Конная, Константиновская, Кутузовская, Ланская, Лермонтовская, Лётчика Алиева, Лётчика Борисова, Лётчика Бринько, Лётчика Евдокимова, Лучезарная, Маяковская, Меншиковская, Нагорная, Некрасовская, Нижняя, Новая, Озёрная, Орловская, Островская, Павловская, Петергофская, Петровская, Победы, Подгорная, Потёмкинская, Промышленная, Пушкинская, Разумовская, Санинское шоссе, Согласия, Солнечная, Стрельнинская, Суворовская, Танковая, Торфяная, Троицкая, Ушаковская, Центральная, Черничная, Чернореченская, Чернышевская, Шереметевская, Шинкарская, Шуваловская.